# Bergsjøen (Modum)
Bergsjøen est un lac norvégien situé dans la commune de Modum, à proximité du lac Tyrifjorden, entre Vikersund et Geithus. Bergsjøen sert de réservoir pour la  centrale hydroélectrique de Geithusfoss.
La région est une importante zone humide.  Le lac fait partie de la zone de conservation des oiseaux de Tyrirfjorden. Le lac est un lieu de pêche réputé où se trouvent perche , truite, corégone, brochet et brème. 